# Бежаново (Нижегородская область)
Бежаново — деревня в Вачском районе Нижегородской области. Входит в состав Новосельского сельсовета.
В прошлом — деревня Яковцевской волости Муромского уезда Владимирской губернии.

## География
Расположена на левом берегу реки Шерша (правый приток Большой Кутры) на расстоянии около 3 км на юго-запад от села Яковцево.

## Население
| 1859 | 1905 | 1926 | 1999 | 2002 | 2010 |
| ---- | ---- | ---- | ---- | ---- | ---- |
| 332  | ↗379 | ↗419 | ↘3   | ↘0   | →0   |

## Из истории
В окладных книгах Рязанской епархии за 1676 год, в составе прихода села Яковцево, упоминается деревня Бежаново, в которой 10 дворов крестьянских и 2 бобыльских. В 1897 году в Бежаново был 61 двор.
С 1878 года в Бежаново существует школа грамоты. В 1896 году в ней было 20 учащихся.

## Известные личности, связанные с Бежаново
- Половинкин, Александр Иванович — Герой Советского Союза, родился в Бежаново.[8]

### Фотографии
- Дом в деревне. Архивировано из оригинала 11 октября 2016 года.
- Пруд. Архивировано из оригинала 12 октября 2016 года.